# Бегу, Ирина-Камелия
Ирина-Камелия Бегу (рум. Irina-Camelia Begu; родилась 26 августа 1990 года в Бухаресте, Румыния) — румынская теннисистка; победительница 14 турниров WTA (из них пять в одиночном разряде).

## Общая информация
Ирина — одна из двух детей Пауля и Стелотты Бегу; её брата зовут Андрей.
Первым тренером румынки была тётя. В юности помимо тенниса Бегу занималась спортивной гимнастикой и гандболом.
Своими любимыми покрытиями Бегу считает грунт и хард.

## Спортивная карьера

### Начало карьеры

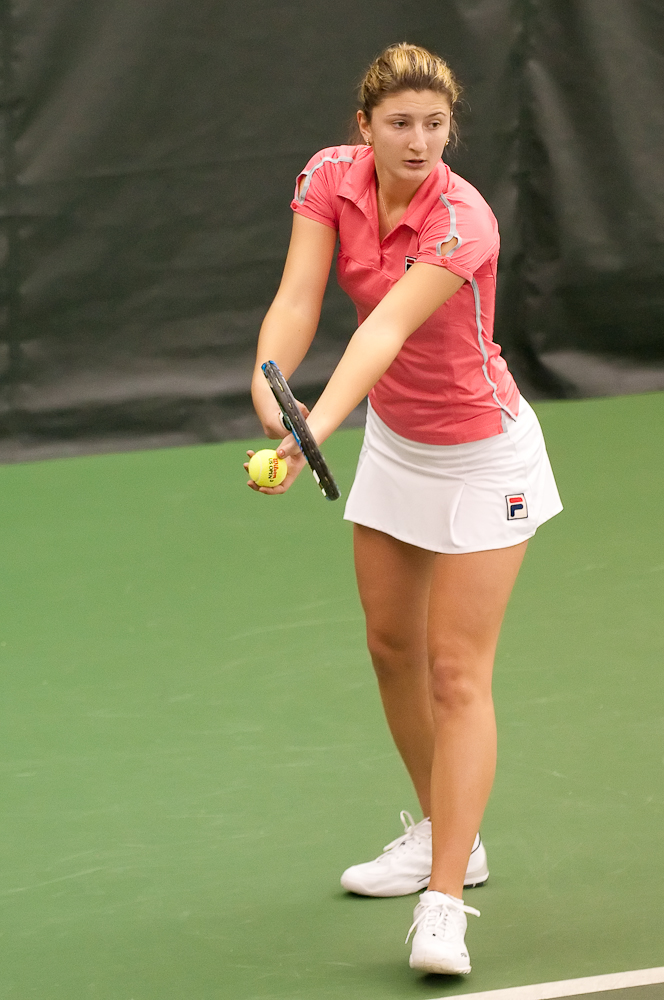
Бегу на турнире ITF в США в 2009 году

Свои профессиональные выступления Бегу начала в 2005 году. В 2006 году у себя на родине выиграла в паре первый турнир ITF с призовым фондом 10 000 долларов. За период с 2007 по 2008 год она завоевала титулы еще на трёх 10-тысячниках в одиночном и шести в парном разряде, а также выиграла один 50-тысячник в Ливане и один 25-тысячник в Великобритании. В мае 2009 года в паре с Симоной Халеп она выиграла турнир ITF в Бухаресте с призовым фондом 100 тысяч долларов. В июле того же года, пройдя квалификационный отбор турнира в Будапеште дебютирует в основных соревнованиях WTA-тура. За 2010 год Ирина-Камелия выиграла один одиночный 25-тысячник и четыре парных, а также один парный 75-тысячник в Бухаресте.
В феврале 2011 года румынка делает победный дубль (побеждает в одиночном и парном разряде) на турнире ITF в Кали ($ 100 000). В апреле она успешно выступила на турнире WTA в Марбелье. Попав в основную сетку через квалификацию, Бегу неожиданно смогла выйти в финал, обыграв в том числе двух сеяных теннисисток: Клару Коукалову и Светлану Кузнецову. В дебютном для себя финале она уступила 6-й ракетке мира на тот момент Виктории Азаренко. В мае она дебютирует на турнире серии Большого шлема, выступив на Открытом чемпионате Франции. Победив в первом раунде Араван Резаи ей удается выйти во второй раунд, где она проиграла 13-й сеянной Кузнецовой. Эти выступления позволили Бегу впервые подняться в рейтинге в сотню лучших.
В июне с Ниной Братчиковой она выигрывает парный 100-тысячник ITF в Марселе, а также дебютирует на Уимблдонском турнире, где терпит поражение от Флавии Пеннетты в первом раунде. В июле она снова смогла выйти в финал турнира WTA-тура. произошло это на грунте в Будапеште, но в решающем матче Бегу проигрывает Роберте Винчи. Через неделю на турнире в Палермо она берет реванш у итальянке, победив в матче второго раунда и выйдя в четвертьфинал. На 100-тысячнике ITF в Бухаресте Ирина-Камелия оформляет победный дубль. На дебютном Открытом чемпионате США жребий вновь сводит ее с Винчи и на этот раз она проигрывает ей в матче первого раунда. Благодаря своим успешным выступлениям в сезоне 2011 года она была удостоена награды Новичок года от женской теннисной ассоциации и заняла по итогам года 40-е место в рейтинге.

### 2012—2014

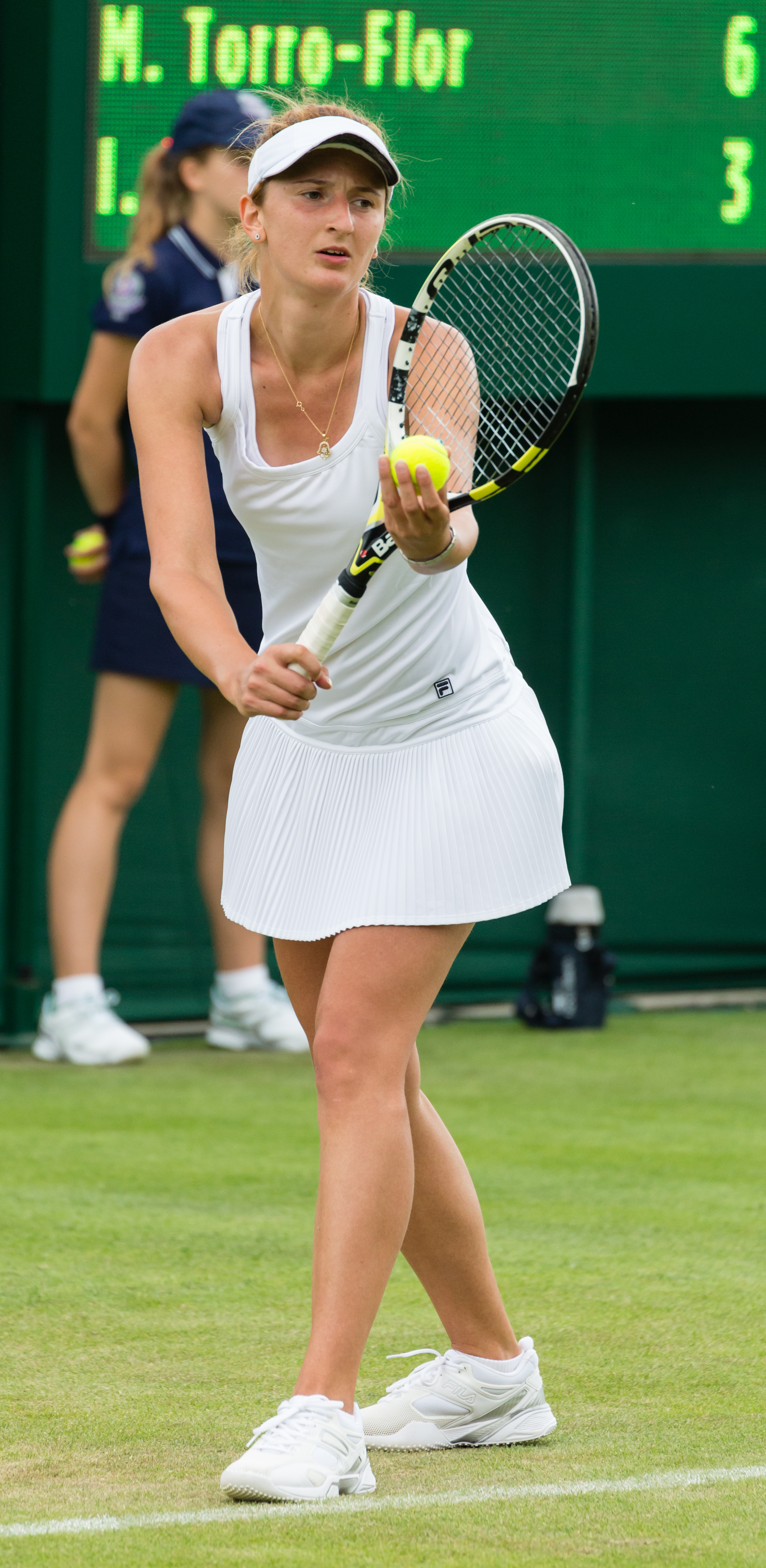
Бегу на Уимблдоне-2013

В начале 2012 года румынская теннисистка смогла выиграть первый титул WTA. На турнире в Хобарте она сумела выиграть парные соревнования вместе с Моникой Никулеску. Они же смогли дойти до четвертьфинала парных соревнований на Открытом чемпионате Австралии. В феврале Бегу вышла в полуфинал турнира в Акапулько. В апреле она выходит в четвертьфинала турнира в Фесе. На Открытом чемпионате Франции выбывает во втором раунде, а на Уимблдоне уже в первом. В июле в Палермо она вышла в полуфинал, а затем выиграла с Ализе Корне парный турнир ITF в Бухаресте. В августе она впервые приняла участие в летних Олимпийских играх в Лондоне, где ей не повезло со жребием и в первом раунде она проигрывает первой ракетке мира Виктории Азаренко. На Открытом чемпионате США в первом раунде ей удается выбить из борьбы представительницу топ-10 Каролину Возняцки (6:2, 6:2), но уже во втором она сама выбывает, уступив Сильвии Солер-Эспиносе. В сентябре она завоевывает свой первый личный титул WTA, победив на турнире в Ташкенте. В финале Бегу обыгрывает Донну Векич 6-4, 6-4. В октябре она выходит в полуфинал в Линце. 2012 год румынская спортсменка завершает на 52-м месте рейтинга.
На Австралийском чемпионате 2013 года Бегу останавливается на стадии второго раунда. Выступления в первой половине сезона не задались и она не может преодолеть на турнирах второй раунд. На Открытом чемпионате Франции и Уимблдонском турнире выбывает уже в первом раунде. Зато в июне на травяном турнире в Хертогенбосе завоевала парный титул в альянсе с Анабель Мединой Гарригес. На Открытом чемпионате США Бегу вновь выбывает в первом раунде. Первый раз в четвертьфинал ей удается пройти в сентябре на турнире в Сеуле. Из-за неудачных выступлений она покинула пределы топ-100, заняв по итогам 2013 года 124-е место.
Из-за низкого рейтинга на Открытый чемпионат Австралии Ирине-Камелии пришлось пробиваться через квалификацию, что она успешно сделала, но в основном турнире уже в первом раунде уступила Галине Воскобоевой. Также через квалификацию она пробилась на турнир в Рио-де-Жанейро, где смогла выйти в четвертьфинал. В парном разряде того турнира она завоевала титул совместно с Марией Иригойен. В марте она играла на турнирах ITF и смогла выиграть два 25-тысячника в одиночном и один в парном разрядах. В начале апреля Бегу выиграла парный 50-тысячник в Колумбии. Пробившись в основную сетку турнира в Эшториле через квалификацию, ей удается выйти в полуфинал и таким образом вернуться в топ-100.
На Уимблдонском турнире её результатом становится выход во второй раунд. После вылета с Уимблдона она отправилась на 100-тысячник ITF в Контрексвиль и сумела выиграть его. На Открытом чемпионате США 2014 года Бегу выбывает во втором раунде. В сентябре вместе с испанской теннисисткой Ларой Арруабарреной выигрывает парные соревнования на турнире в Сеуле. В октябре она смогла выйти в финал на турнире в Москве, где в матче за титул проиграла Анастасии Павлюченковой. Итогом выступлений в 2014 году становится для Бегу 42-е место в рейтинге.

### 2015—2017

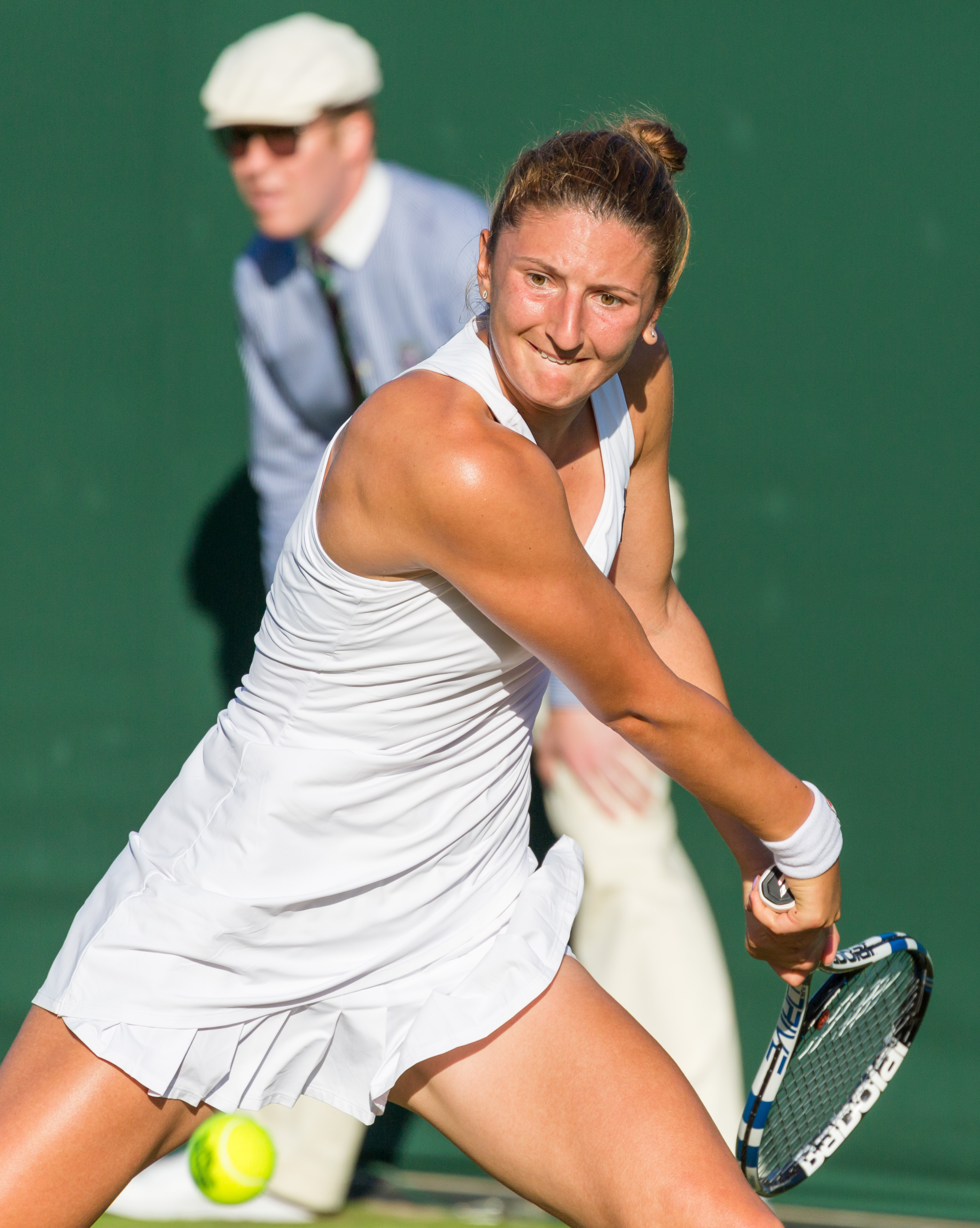
Бегу на Уимблдоне-2015

На Открытом чемпионате Австралии 2015 года Ирина смогла в первом раунде переиграть представительницу топ-10 Анжелику Кербер. Выиграв на турнире еще два матча она впервые в карьере проходит в стадию четвёртого раунда на одиночном Большом шлеме. В борьбе за четвертьфинала Бегу уступает седьмой ракетке мира Эжени Бушар. В феврале она дебютировала за Сборную Румынии в розыгрыше Кубка Федерации. На турнире в Рио-де-Жанейро выходит в полуфинал. В апреле в Чарлстоне попадает в четвертьфинал. В мае на престижном турнире в Мадриде пробивается в стадию 1/4 финала.
На Открытом чемпионате Франции Ирина впервые добралась до третьего раунда, где проиграла № 4 в мире Петре Квитовой. Также до третьего раунда она проходит на Уимблдонском турнире, где ее обыгрывает Мария Шарапова. В начале августа она выходит в четвертьфинал в Вашингтоне, а на Открытом чемпионате США проигрывает в первом раунде. В сентябре на турнире в Сеуле Бегу смогла выиграть второй одиночный титул WTA в карьере. В финале она переигрывает представительницу Беларуси Александру Соснович — 6:3, 6:1. По итогам сезона Бегу достигает пиковых рейтинговых позиций за карьеру: 31-е место в одиночках и 30-е в парах.
Начало сезона 2016 года Ирина-Камелия провела не удачно. В январе она выиграла лишь один матч, а два проиграла, в том числе и в первом раунде Открытого чемпионата Австралии. В феврале она вовсе не выходила на корт, а март начала с двух вылетов в первом раунде. Серия прервалась на крупном турнире в Майами, где Бегу смогла выиграть три матча и выйти в четвёртый раунд. Грунтовый отрезок сезона она начала в апреле с выхода в четвертьфинал в Чарлстоне. В мае во втором раунде крупного турнира в Мадриде она смогла переиграть № 4 в мире на тот момент Гарбинью Мугурусу (5:7, 7:6, 6:3), а затем, выиграв ещё один матч, пробилась в четвертьфинал. На следующем турнире в Риме Бегу снова во втором раунде смогла переиграть представительницу топ-10. Победа была одержана над шестой в мире Викторией Азаренко (6:3, 6:2). После этого она выиграла матчи у Дарьи Касаткиной и Мисаки Дои и прошла в полуфинал, в котором уступила Серене Уильямс. На Открытом чемпионате Франции румынка в трудной борьбе прошла в четвёртый раунд, в котором проиграла Шелби Роджерс. В начале августа Бегу выиграла третий титул WTA в одиночном разряде. Она стала чемпионкой турнира во Флорианополисе, переиграв в финале Тимею Бабош. Олимпийские игры в Рио-де-Жанейро завершились поражениями в первом раунде в одиночном и парном разряде и 1/4 финала в миксте. 22 августа Бегу достигла пикового для себя места в мировом рейтинге, заняв 22-ю позицию.
Стартовая часть сезона на харде для Бегу не задалась. Первого четвертьфинала в сезоне она достигла в апреле уже на грунте турнира в Чарлстоне. На небольшом турнире в Стамбуле она прошла в полуфинал. На Открытом чемпионате Франции в парном разряде Бегу смогла выйти в четвертьфинал в команде с Чжэн Сайсай. В июле она великолепно провела домашний турнир в Бухарете, выиграв одиночный и парные (с Ралукой Олару) соревнования. В октябре на турнире в Тяньцзине удалось выиграть ещё один парный трофей в партнёрстве с Сарой Эррани. На последнем для себя турнире в сезоне — в Москве Бегу сумела выйти в полуфинал одиночных соревнований.

### 2018—2022

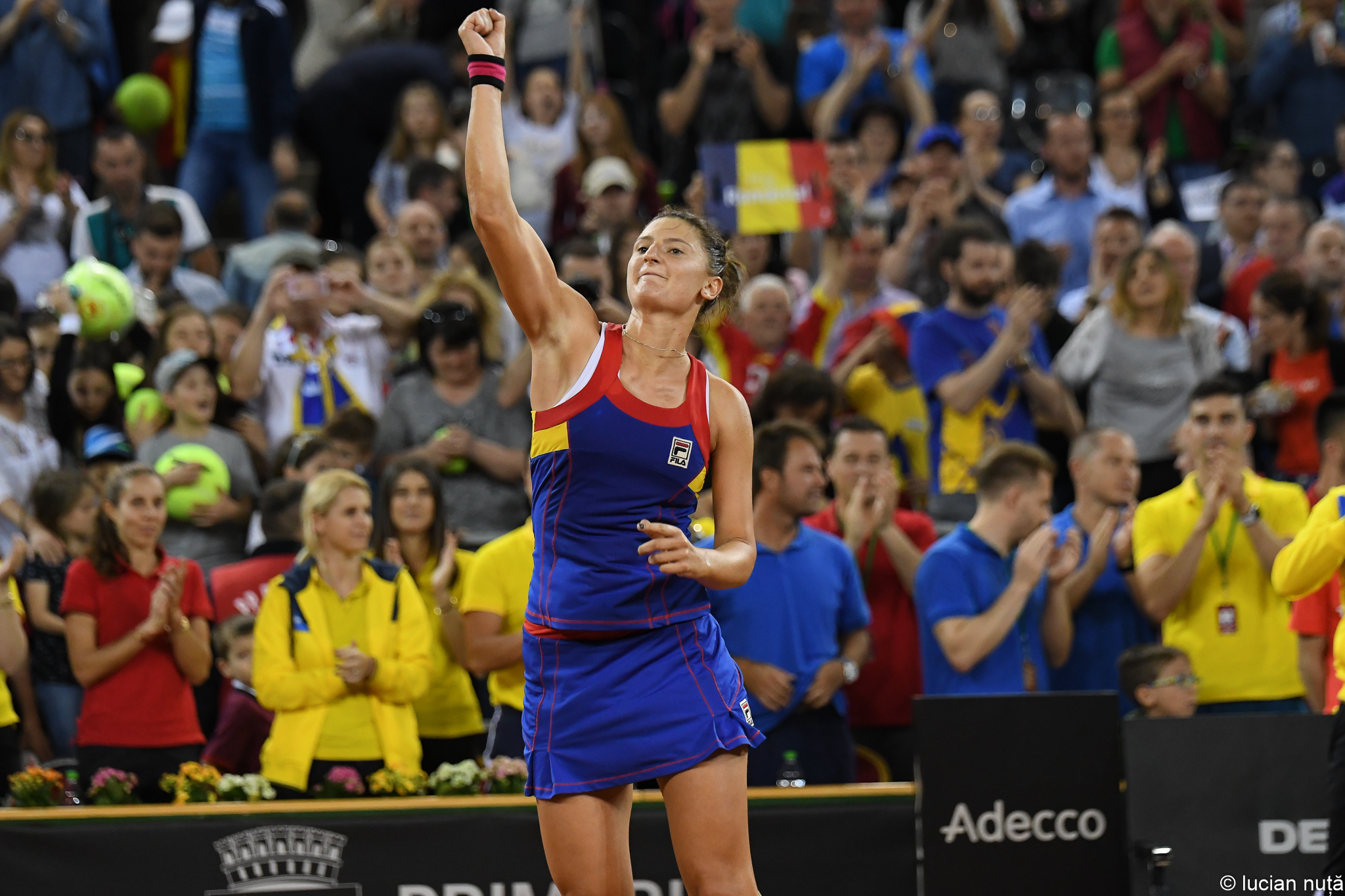
Бегу после победы за сборную в матче Кубка Федерации

На первом для себя турнире в 2018 году в Шэньчжэне Бегу доиграла до полуфинала, в котором проиграла победительнице турнира своей соотечественнице Симоне Халеп со счётом 1:6, 4:6. С ней же на этом турнире Бегу выиграла титул в парном разряде. На Открытом чемпионате Австралии в парном разряде совместно с другой румынкой Моникой Никулеской удалось дойти до полуфинала, что стало высшим достижением для Бегу на парных турнирах Большого шлема. В апреле она дошла до полуфинала турнира в Стамбуле, в котором в двух сетах проиграла француженке Полин Пармантье. В мае в первом раунде крупного турнира в Мадриде была обыграна пятая ракетка мира Елена Остапенко (6:3, 6:3), но в следующем раунде проиграла Марии Шараповой. На Открытом чемпионате Франции её результатом стал выход в третий раунд. В июне на траве Бегу лучше сыграла в парном разряде, сумев с Бузарнеску выйти в финал в Истборне и четвертьфинал на Уимблдоне. В июле она выиграл титул в парном разряде, взяв его в Бухаресте с ещё одной соотечественницей Кристиной-Андреей Миту. В одиночном разряде её преследовали неудачи и только в сентябре она смогла один раз сыграть в четвертьфинале на турнире в Сеуле. В парном разряде до конца года она сыграла один финал в Ташкенте в дуэте с Ралукой Олару.
2019 год Бегу начала с четвертьфинала в Хобарте. В начале феврале ей удалось выиграть парный приз турнира в Хуахине в команде с Никулеску. На турнире в Будапеште она вышла в четвертьфинал одиночных соревнований. В мае на кортах «Ролан Гаррос» она доиграла до третьего раунда. В рейтинге она потеряла место в топ-100 и на Уимблдон уже не попадала напрямую, а в квалификации проиграла. В июле на турнире в Бухаресте Бегу вышла в четвертьфинал.
Из-за низкого рейтинга Бегу не всегда играла матчи WTA-тура и периодически выступала в более младших сериях. В феврале 2020 года она смогла выиграть 100-тысячник из цикла ITF в Египте. В марте она выиграла турнир младшей серии WTA 125K в Индиан-Уэлсе. После паузы в сезоне в августе Бегу смогла выйти в полуфинал уже в основном туре на турнире в Праге.
Бегу начала 2021 год с неплохого выступления на турнире в Мельбурне, где смогла выиграть три матча и сыграть в четвертьфинале. После Открытого чемпионата Австралии (где было поражение в первом раунде), она вышла в четвертьфинал на ещё одном турнире в Мельбурне. В июне на Открытом чемпионате Франции Бегу остановилась в шаге от выхода в финал парного турнира, проиграв в альянсе с Надей Подорошкой паре Бетани Маттек-Сандс и Ига Свёнтек. На Уимблдоне в том сезоне Бегу во второй раз в карьере доиграла до третьего раунда, уступив Иге Свёнтек. В августе румынка хорошо сыграла на турнире в Кливленде и вышла в финал, в котором не смогла обыграть Анетт Контавейт. В осенней части сезона лучшими результатами стали третий раунд в Индиан-Уэлсе и четвертьфинал в Тенерифе.
В начале сезона 2022 года Бегу сыграла в четвертьфинале турнира в Мельбурне, а на Открытом чемпионате Австралии проиграла во втором раунде Элизе Мертенс. В феврале на турнире в Санкт-Петербурге она смогла выйти в полуфинал и обыграть среди прочих Петру Квитову. В марте на крупном турнире в Майами Бегу во втором раунде переиграла № 5 в мире Арину Соболенко. В мае на Открытом чемпионате Франции во второй раз в карьере доиграла до четвёртого раунда, а на Уимблдоне в третий раз до третьего. В июле Бегу смогла впервые за пять лет выиграть одиночный турнир WTA, взяв титул на грунте в Палермо. В сентябре она выиграл титул на домашнем турнире в Бухаресте, который проводился в более младшей серии WTA 125K. Завершила выступления в сезоне четвертьфиналом турнира в Парме.

## Итоговое место в рейтинге WTA по годам
| Год  | Одиночный рейтинг | Парный рейтинг |
| 2024 | 83                | 1205           |
| 2023 | 76                | 184            |
| 2022 | 34                | 134            |
| 2021 | 60                | 63             |
| 2020 | 76                | 123            |
| 2019 | 99                | 73             |
| 2018 | 66                | 23             |
| 2017 | 43                | 38             |
| 2016 | 29                | 170            |
| 2015 | 31                | 30             |
| 2014 | 42                | 56             |
| 2013 | 124               | 69             |
| 2012 | 52                | 37             |
| 2011 | 40                | 62             |
| 2010 | 214               | 157            |
| 2009 | 230               | 188            |
| 2008 | 231               | 406            |
| 2007 | 710               | 601            |
| 2006 | 974               | 821            |

## Выступления на турнирах

### Финалы турнировWTAв одиночном разряде (9)

#### Победы (5)
| Легенда:                      |
| ----------------------------- |
| Турниры Большого шлема (0)*   |
| Олимпиада (0)                 |
| Итоговый турнир WTA (0)       |
| Premier 5 / WTA 1000 (0)      |
| Premier / WTA 500 (0)         |
| International / WTA 250 (5+9) |

| Титулы по покрытиям | Титулы по месту проведения матчей турнира |
| ------------------- | ----------------------------------------- |
| Хард (3+5)*         | Зал (0)                                   |
| Грунт (2+3)         | Зал (0)                                   |
| Трава (0+1)         | Открытый воздух (5+9)                     |
| Ковёр (0)           | Открытый воздух (5+9)                     |

* количество побед в одиночном разряде + количество побед в парном разряде.
| №  | Дата             | Турнир                  | Покрытие | Соперница в финале  | Счёт        |
| 1. | 15 сентября 2012 | Ташкент, Узбекистан     | Хард     | Донна Векич         | 6-4 6-4     |
| 2. | 27 сентября 2015 | Сеул, Южная Корея       | Хард     | Александра Соснович | 6-3 6-1     |
| 3. | 5 августа 2016   | Флорианополис, Бразилия | Хард     | Тимея Бабош         | 2-6 6-4 6-3 |
| 4. | 23 июля 2017     | Бухарест, Румыния       | Грунт    | Юлия Гёргес         | 6-3 7-5     |
| 5. | 24 июля 2022     | Палермо, Италия         | Грунт    | Лючия Бронцетти     | 6-2 6-2     |

#### Поражения (4)
| №  | Дата            | Турнир            | Покрытие   | Соперница в финале     | Счёт        |
| 1. | 10 апреля 2011  | Марбелья, Испания | Грунт      | Виктория Азаренко      | 3-6 2-6     |
| 2. | 10 июля 2011    | Будапешт, Венгрия | Грунт      | Роберта Винчи          | 4-6 6-1 4-6 |
| 3. | 19 октября 2014 | Москва, Россия    | Хард (зал) | Анастасия Павлюченкова | 4-6 7-5 1-6 |
| 4. | 28 августа 2021 | Кливленд, США     | Хард       | Анетт Контавейт        | 6-7(5) 4-6  |

### Финалы турнировWTA 125иITFв одиночном разряде (26)

#### Победы (16)
| Легенда:                    |
| --------------------------- |
| WTA 125 (4)*                |
| 100.000 USD (4+5)           |
| 80.000 (75.000)** USD (0+1) |
| 60.000 (50.000)** USD (1+1) |
| 25.000 USD (4+5)            |
| 15.000 (10.000)** USD (3+7) |

** призовой фонд до 2017 года
| Титулы по покрытиям | Титулы по месту проведения матчей турнира |
| ------------------- | ----------------------------------------- |
| Хард (3+1)*         | Зал (1)                                   |
| Грунт (13+18)       | Зал (1)                                   |
| Трава (0)           | Открытый воздух (15+19)                   |
| Ковёр (0)           | Открытый воздух (15+19)                   |

| №   | Дата             | Турнир                 | Покрытие   | Соперница в финале   | Счёт           |
| 1.  | 9 сентября 2007  | Брашов, Румыния        | Грунт      | Кристина-Андрея Миту | 7-6(2) 6-2     |
| 2.  | 7 сентября 2008  | Брашов, Румыния        | Грунт      | Диана Энаке          | 4-6 6-4 6-1    |
| 3.  | 14 сентября 2008 | Будапешт, Венгрия      | Грунт      | Лаура-Йоана Андрей   | 7-5 6-1        |
| 4.  | 11 октября 2008  | Джуния, Ливан          | Грунт      | Анастасия Екимова    | 6-2 6-0        |
| 5.  | 26 октября 2008  | Глазго, Великобритания | Хард (зал) | Патриция Майр        | 2-6 7-5 7-6(1) |
| 6.  | 19 сентября 2010 | Подгорица, Черногория  | Грунт      | Аннализа Бона        | 6-1 6-1        |
| 7.  | 13 февраля 2011  | Кали, Колумбия         | Грунт      | Лаура Поус Тио       | 6-3 7-6(1)     |
| 8.  | 23 июля 2011     | Бухарест, Румыния      | Грунт      | Лаура Поус Тио       | 6-3 7-5        |
| 9.  | 9 марта 2014     | Кампинас, Бразилия     | Грунт      | Александра Панова    | 6-2 6-4        |
| 10. | 16 марта 2014    | Сан-Паулу, Бразилия    | Грунт      | Александра Панова    | 7-5 4-6 6-4    |
| 11. | 6 июля 2014      | Контрексевиль, Франция | Грунт      | Кайя Канепи          | 6-3 6-4        |
| 12. | 16 февраля 2020  | Каир, Египет           | Хард       | Леся Цуренко         | 6-4 3-6 6-2    |
| 13. | 8 марта 2020     | Индиан-Уэлс, США       | Хард       | Мисаки Дои           | 6-3 6-3        |
| 14. | 18 сентября 2022 | Бухарест, Румыния      | Грунт      | Река-Луца Яни        | 6-3 6-3        |
| 15. | 8 сентября 2024  | Монтрё, Швейцария      | Грунт      | Петра Марчинко       | 1-6 6-3 6-0    |
| 16. | 10 ноября 2024   | Кали, Колумбия         | Грунт      | Вероника Эрьявец     | 6-3 6-3        |

#### Поражения (10)
| №   | Дата             | Турнир                 | Покрытие    | Соперница в финале      | Счёт        |
| 1.  | 10 сентября 2006 | Бухарест, Румыния      | Грунт       | Александра Каданцу      | 3-6 6-1 3-6 |
| 2.  | 23 марта 2008    | Айн-Сухна, Египет      | Грунт       | Катажина Питер          | 6-7(7) 4-6  |
| 3.  | 11 апреля 2010   | Инчхон, Южная Корея    | Хард        | Ли Джин А               | 4-6 2-6     |
| 4.  | 15 августа 2010  | Ферсмольд, Германия    | Грунт       | Магда Линетт            | 2-6 5-7     |
| 5.  | 12 июня 2011     | Марсель, Франция       | Грунт       | Полин Пармантье         | 3-6 2-6     |
| 6.  | 6 апреля 2014    | Медельин, Колумбия     | Грунт       | Вероника Сепеде Роиг    | 4-6 6-4 4-6 |
| 7.  | 2 июля 2017      | Саутси, Великобритания | Трава       | Татьяна Мария           | 2-6 2-6     |
| 8.  | 27 октября 2019  | Секешфехервар, Венгрия | Грунт (зал) | Данка Ковинич           | 4-6 6-3 3-6 |
| 9.  | 23 июля 2023     | Яссы, Румыния          | Грунт       | Ана Богдан              | 2-6 3-6     |
| 10. | 31 марта 2024    | Анталья, Турция        | Грунт       | Джессика Боусас Манейро | 2-6 6-4 2-6 |

### Финалы турнировWTAв парном разряде (16)

#### Победы (9)
| №  | Дата             | Турнир                   | Покрытие | Партнёрша               | Соперницы в финале                       | Счёт                 |
| 1. | 14 января 2012   | Хобарт, Австралия        | Хард     | Моника Никулеску        | Чжуан Цзяжун Марина Эракович             | 6-7(4) 7-6(4) [10-5] |
| 2. | 21 июня 2013     | Хертогенбос, Нидерланды  | Трава    | Анабель Медина Гарригес | Аранча Парра Сантонха Доминика Цибулкова | 4-6 7-6(3) [11-9]    |
| 3. | 22 февраля 2014  | Рио-де-Жанейро, Бразилия | Грунт    | Мария Иригойен          | Юханна Ларссон Шанель Схеперс            | 6-2 6-0              |
| 4. | 21 сентября 2014 | Сеул, Южная Корея        | Хард     | Лара Арруабаррена       | Мона Бартель Мэнди Минелла               | 6-3 6-3              |
| 5. | 23 июля 2017     | Бухарест, Румыния        | Грунт    | Йоана Ралука Олару      | Элизе Мертенс Деми Схюрс                 | 6-3 6-3              |
| 6. | 15 октября 2017  | Тяньцзинь, Китай         | Хард     | Сара Эррани             | Нина Стоянович Далила Якупович           | 6-4 6-3              |
| 7. | 6 января 2018    | Шэньчжэнь, Китай         | Хард     | Симона Халеп            | Барбора Крейчикова Катерина Синякова     | 1-6 6-1 [10-8]       |
| 8. | 22 июля 2018     | Бухарест, Румыния (2)    | Грунт    | Кристина-Андрея Миту    | Марина Заневская Данка Ковинич           | 6-3 6-4              |
| 9. | 3 февраля 2019   | Хуахин, Таиланд          | Хард     | Моника Никулеску        | Анна Блинкова Ван Яфань                  | 2-6 6-1 [12-10]      |

#### Поражения (7)
| №  | Дата             | Турнир                   | Покрытие   | Партнёрша          | Соперницы в финале                  | Счёт              |
| 1. | 28 апреля 2012   | Фес, Марокко             | Грунт      | Александра Каданцу | Александра Панова Петра Цетковская  | 6-3 6-7(5) [9-11] |
| 2. | 21 октября 2012  | Люксембург               | Хард (зал) | Моника Никулеску   | Андреа Главачкова Луция Градецкая   | 3-6 4-6           |
| 3. | 22 февраля 2015  | Рио-де-Жанейро, Бразилия | Грунт      | Мария Иригойен     | Исалин Бонавентюре Ребекка Петерсон | 0-3 — отказ       |
| 4. | 3 октября 2015   | Ухань, Китай             | Хард       | Моника Никулеску   | Саня Мирза Мартина Хингис           | 2-6 3-6           |
| 5. | 24 октября 2015  | Москва, Россия           | Хард (зал) | Моника Никулеску   | Елена Веснина Дарья Касаткина       | 3-6 7-6(7) [5-10] |
| 6. | 30 июня 2018     | Истборн, Великобритания  | Трава      | Михаэла Бузарнеску | Габриэла Дабровски Сюй Ифань        | 3-6 5-7           |
| 7. | 29 сентября 2018 | Ташкент, Узбекистан      | Хард       | Йоана Ралука Олару | Ольга Данилович Тамара Зиданшек     | 5-7 3-6           |

### Финалы турнировWTA 125иITFв парном разряде (27)

#### Победы (19)
| №   | Дата             | Турнир                | Покрытие | Партнёрша             | Соперницы в финале                           | Счёт                  |
| 1.  | 30 июня 2006     | Галац, Румыния        | Грунт    | Кармен-Ралука Цибуляк | Бьянка Бонифате Диана Гае                    | 6-2 7-5               |
| 2.  | 11 мая 2007      | Бухарест, Румыния     | Грунт    | Симона Халеп          | Лаура-Йоана Андрей Йоана Гаспар              | 6-4 6-2               |
| 3.  | 11 июля 2008     | Бухарест, Румыния     | Грунт    | Йоана Гаспар          | Михаэла-Флориана Буня Габриэла Никулеску     | 4-6 6-3 [10-3]        |
| 4.  | 25 июля 2008     | Хунедоара, Румыния    | Грунт    | Элора Дабижа          | Зузана Злохова Катарина Полякова             | 7-5 6-2               |
| 5.  | 29 августа 2008  | Бухарест, Румыния     | Грунт    | Лаура-Йоана Андрей    | Людмила Киченок Надежда Киченок              | 6-2 3-6 [10-6]        |
| 6.  | 5 сентября 2008  | Брашов, Румыния       | Грунт    | Лаура-Йоана Андрей    | Кристина-Мадалина Станку Бьянка Хинку        | 6-2 6-2               |
| 7.  | 14 сентября 2008 | Будапешт, Венгрия     | Грунт    | Лаура-Йоана Андрей    | Давиния Лоббингер Ефрат Мишор                | 6-2 6-4               |
| 8.  | 9 мая 2009       | Бухарест, Румыния     | Грунт    | Симона Халеп          | Юлия Гёргес Сандра Клеменшиц                 | 2-6 6-0 [12-10]       |
| 9.  | 10 апреля 2010   | Инчхон, Южная Корея   | Хард     | Эрика Сэма            | Мисаки Дои Дзюнри Намигата                   | 6-0 7-6(8)            |
| 10. | 30 июля 2010     | Бухарест, Румыния     | Грунт    | Елена Богдан          | Мария Иригойен Флоренсия Молинеро            | 6-1 6-1               |
| 11. | 8 августа 2010   | Хехинген, Германия    | Грунт    | Анаис Лорендон        | Эрика Сэма Юлия Шруфф                        | 6-2 4-6 [10-8]        |
| 12. | 18 сентября 2010 | Подгорица, Черногория | Грунт    | Михаэла Бузарнеску    | Марина Заневская Валерия Соловьёва           | 5-7 7-5 [12-10]       |
| 13. | 26 сентября 2010 | Бухарест, Румыния     | Грунт    | Елена Богдан          | Летисия Костас Морейра Ева Фернандес Брюгес  | 6-1 6-3               |
| 14. | 11 февраля 2011  | Кали, Колумбия        | Грунт    | Елена Богдан          | Катрин Вёрле Екатерина Иванова               | 2-6 7-6(6) [11-9]     |
| 15. | 12 июня 2011     | Марсель, Франция      | Грунт    | Нина Братчикова       | Лаура-Йоана Андрей Мэдэлина Гожня            | 6-2 6-2               |
| 16. | 22 июля 2011     | Бухарест, Румыния     | Грунт    | Елена Богдан          | Мария Елена Камерин Ипек Шеноглу             | 6-7(1) 7-6(4) [16-14] |
| 17. | 21 июля 2012     | Бухарест, Румыния     | Грунт    | Ализе Корне           | Елена Богдан Ралука Олару                    | 6-2 6-0               |
| 18. | 15 марта 2014    | Сан-Паулу, Бразилия   | Грунт    | Александра Панова     | Мария Фернанда Альварес Теран Мария Иригойен | 6-4 3-6 [11-9]        |
| 19. | 5 апреля 2014    | Медельин, Колумбия    | Грунт    | Мария Иригойен        | Моника Адамчак Марина Шамайко                | 6-2 7-6(2)            |

#### Поражения (8)
| №  | Дата            | Турнир                 | Покрытие    | Партнёрша           | Соперницы в финале                        | Счёт            |
| 1. | 31 августа 2007 | Хунедоара, Румыния     | Грунт       | Лаура-Йоана Андрей  | Антония-Ксения Тоут Диана Энаке           | 6-3 4-6 4-6     |
| 2. | 9 сентября 2007 | Брашов, Румыния        | Грунт       | Диана Гае           | Камелия-Елена Христя Ралука Чулей         | 5-7 4-6         |
| 3. | 15 июня 2008    | Крайова, Румыния       | Грунт       | Александра Дамаскин | Лаура-Йоана Андрей Диана Энаке            | 3-6 1-6         |
| 4. | 26 октября 2008 | Глазго, Великобритания | Хард (зал)  | Лаура-Йоана Андрей  | Стефания Боффа Аманда Эллиотт             | 4-6 6-7(3)      |
| 5. | 18 июля 2010    | Дармштадт, Германия    | Грунт       | Эрика Сэма          | Виталия Дьяченко Лаура Зигемунд           | 6-4 1-6 [4-10]  |
| 6. | 9 октября 2010  | Мадрид, Испания        | Грунт       | Елена Богдан        | Лара Арруабаррена Мария Тереса Торро Флор | 4-6 5-7         |
| 7. | 27 ноября 2010  | Тоёта, Япония          | Ковёр (зал) | Мэдэлина Гожня      | Сюко Аояма Рика Фудзивара                 | 6-1 3-6 [9-11]  |
| 8. | 6 июля 2014     | Контрексевиль, Франция | Грунт       | Мария Иригойен      | Александра Панова Лора Торп               | 3-6 0-4 — отказ |

## История выступлений на турнирах
По состоянию на 3 марта 2025 года
Для того, чтобы предотвратить неразбериху и удваивание счета, информация в этой таблице корректируется только по окончании турнира или по окончании участия там данного игрока.
| Турнир                       | 2011  | 2012  | 2013          | 2014          | 2015          | 2016  | 2017          | 2018          | 2019          | 2020          | 2021  | 2022  | 2023  | 2024  | 2025  | Итог   | В/П за карьеру |
| ---------------------------- | ----- | ----- | ------------- | ------------- | ------------- | ----- | ------------- | ------------- | ------------- | ------------- | ----- | ----- | ----- | ----- | ----- | ------ | -------------- |
| Турниры Большого шлема       |       |       |               |               |               |       |               |               |               |               |       |       |       |       |       |        |                |
| Открытый чемпионат Австралии | -     | 1/4   | 3Р            | 1Р            | 2Р            | 1Р    | 1Р            | 1/2           | 2Р            | 1Р            | 1Р    | 1Р    | 1Р    | -     | 1Р    | 0 / 13 | 11-13          |
| Открытый чемпионат Франции   | -     | 1Р    | 2Р            | 3Р            | 2Р            | -     | 1/4           | 2Р            | 1Р            | 1Р            | 1/2   | 2Р    | 1Р    | 1Р    |       | 0 / 12 | 13-12          |
| Уимблдонский турнир          | 1Р    | 2Р    | 1Р            | 1Р            | 2Р            | 1Р    | -             | 1/4           | 3Р            | НП            | -     | 1Р    | 2Р    | 1Р    |       | 0 / 11 | 8-11           |
| Открытый чемпионат США       | 2Р    | 1Р    | 1Р            | 1Р            | 3Р            | 1Р    | 1Р            | 2Р            | -             | -             | 2Р    | 1Р    | 1Р    | -     |       | 0 / 11 | 5-11           |
| Итог                         | 0 / 2 | 0 / 4 | 0 / 4         | 0 / 4         | 0 / 4         | 0 / 3 | 0 / 3         | 0 / 4         | 0 / 3         | 0 / 2         | 0 / 3 | 0 / 4 | 0 / 4 | 0 / 2 | 0 / 1 | 0 / 47 |                |
| В/П в сезоне                 | 1-2   | 4-4   | 3-4           | 2-4           | 5-4           | 0-3   | 3-3           | 9-4           | 3-3           | 0-2           | 5-3   | 1-4   | 1-4   | 0-2   | 0-1   |        | 37-47          |
| Олимпийские игры             |       |       |               |               |               |       |               |               |               |               |       |       |       |       |       |        |                |
| Летняя олимпиада             | НП    | -     | Не проводился | Не проводился | Не проводился | 1Р    | Не проводился | Не проводился | Не проводился | Не проводился | -     | НП    | НП    | 1Р    | НП    | 0 / 2  | 0-2            |